# Prvča
Prvča falu Horvátországban, Bród-Szávamente megyében. Közigazgatásilag Újgradiskához tartozik.

## Fekvése
Bródtól légvonalban 51, közúton 57 km-re nyugatra, Pozsegától   légvonalban 26, közúton 32 km-re délnyugatra, községközpontjától 2 km-re délre, Nyugat-Szlavóniában, a Šumetlica-patak mentén fekszik. Déli határát átszeli az A3-as autópálya.

## Története
A település első írásos említése 1261-ben a Borics nembeli Péter és János birtokaként történt. 1264-ben „terra Proucha” néven egy földcsere kapcsán említik. 1393-ban a pozsegai káptalan oklevelében Zsigmond király utasítására rögzíti a cserneki nemesek birtokai közötti határokat. Az oklevélből kiderül, hogy ekkor már vélhetően egy korábbi birtokmegosztás után a település két részből, Alsó- és Felsőprouchából állt. 1434-ben „Proucha”, 1445-ben „Prowcha” alakban találjuk a korabeli oklevelekben. 1536 körül megszállta a török, de a jelek szerint a keresztény lakosság egy része helyben maradt, majd később pravoszláv szerbek települtek melléjük.
1698-ban „Perucze” néven hajdútelepülésként szerepel a török uralom alól felszabadított szlavóniai települések összeírásában. Az első katonai felmérés térképén „Pervcsa” néven található. Lipszky János 1808-ban Budán kiadott repertóriumában „Pervcsa” néven szerepel. Nagy Lajos 1829-ben kiadott művében „Pervcsa” néven 70 házzal, 310 katolikus és 86 ortodox vallású lakossal találjuk. A gradiskai határőrezredhez tartozott.
Miután 1871-ben megszűnt a katonai közigazgatás Horvátországhoz, Pozsega vármegyéhez csatolták. 1881-ben a vármegye Újgradiskai járásának része lett. 1857-ben 446, 1910-ben 922 lakosa volt. Az 1910-es népszámlálás szerint lakosságának 69%-a horvát, 25%-a szerb, 3%-a olasz, 2%-a német anyanyelvű volt.  Az első világháború után 1918-ban az új szerb-horvát-szlovén állam, majd később (1929-ben) Jugoszlávia része lett. A település 1991-től a független Horvátországhoz tartozik. 1991-ben lakosságának 75%-a horvát, 16%-a szerb, 3%-a jugoszláv nemzetiségű volt. A délszláv háború során a szerb lakosság legnagyobb része elmenekült. 2011-ben a 752 lakosa volt.

## Lakossága
| Lakosság változása | Lakosság változása | Lakosság változása | Lakosság változása | Lakosság változása | Lakosság változása | Lakosság változása | Lakosság változása | Lakosság változása | Lakosság változása | Lakosság változása | Lakosság változása | Lakosság változása | Lakosság változása | Lakosság változása | Lakosság változása |
| ------------------ | ------------------ | ------------------ | ------------------ | ------------------ | ------------------ | ------------------ | ------------------ | ------------------ | ------------------ | ------------------ | ------------------ | ------------------ | ------------------ | ------------------ | ------------------ |
| 1857               | 1869               | 1880               | 1890               | 1900               | 1910               | 1921               | 1931               | 1948               | 1953               | 1961               | 1971               | 1981               | 1991               | 2001               | 2011               |
| 446                | 481                | 574                | 708                | 786                | 922                | 767                | 869                | 913                | 878                | 897                | 881                | 917                | 877                | 794                | 752                |

## Nevezetességei
A település határában, a falun áthaladó főúttól nyugatra síkvidéki vár maradványai találhatók.
A lelőhelytől keletre mintegy 500 m-re a Šumetlica-patak, 1 km-re nyugatra pedig a Tutić-patak folyik. Körülbelül 1 km-re északra található a Zágráb - Vinkovci vasút, és körülbelül 2 km-re délre az A3-as (Zágráb - Lipovac) autópálya. A szántóföldi területen, amelyen keresztül a környező patakok mesterséges csatornái szabályos hálózatot alkotnak a terep enyhe, alig észrevehető emelkedése figyelhető meg. Ez a kisebb magaslat körülbelül 30 m átmérőjű, de nincs rajta látható épületmaradvány. A környező mezőkön számos kerámia, tégla és kőtömb töredéke található. A lelőhelytől körülbelül 100 méterre nyugatra található a dabrovaci vízforrás, és a helyiek szerint a 20. század első felében a várhely közelében több vízforrás volt. A helyiek emlékeznek az ezen a helyen lévő romokra is, amelyek szerintük összeomlott kőhalmok voltak, amelyek az építmény ovális vagy kör alakú alakjára utaltak. 

A Mindenszentek-kápolna egyhajós, átépített középkori épület, amelyet keleten az apszis, nyugaton pedig a homlokzatba beépített harangtorony zár. Az eredetileg kisebb, apszisos, román stílusú templom, a 13. században épült Borić bán leszármazottai, Petar és Ivan Borić testvérek birtokán. A törökök távozása után a régebbi román stílusú templomot a 18. század elején újjáépítették, amikor is temetőt alakítottak ki körülötte. A második helyreállítás a 18. század közepén következett, miután egy földrengésben elpusztult. A kápolna meglévő formáját 1810-ben, a barokk-klasszicista átépítés során kapta. A harangtornyot piramis alakú sisak zárja le. A kápolna kőből, valamint középkori és barokk téglából épült. A homlokzatok egyszerű kialakításúak saroklizénákkal és vakolt ablakkeretekkel. A Mindszenti temetőkápolna melletti temetőből kiemelkedik az újgradiskai Lobe család művészi értékű síremléke.